# Mariusz Kujawski
Mariusz Kujawski (Chełmża, 17 de noviembre de 1986) es un deportista polaco que compitió en piragüismo en la modalidad de aguas tranquilas. Ganó una medalla de plata en el Campeonato Mundial de Piragüismo de 2007, en la prueba de K2 1000 m, y una medalla de bronce en el Campeonato Europeo de Piragüismo de 2013, en la prueba de K2 500 m.

## Palmarés internacional
| Campeonato Mundial | Campeonato Mundial          | Campeonato Mundial | Campeonato Mundial |
| Año                | Lugar                       | Medalla            | Competición        |
| ------------------ | --------------------------- | ------------------ | ------------------ |
| 2007               | Duisburgo (Alemania)        | Medalla de plata   | K2 1000 m          |
| Campeonato Europeo |                             |                    |                    |
| Año                | Lugar                       | Medalla            | Competición        |
| 2013               | Montemor-o-Velho (Portugal) | Medalla de bronce  | K2 500 m           |